# 제문 (글)
제문(祭文)은 죽은 사람에 대하여 슬픈 뜻을 나타낸 글이다. 형식에 따라 한문으로 쓰는 것이 일반적이다. '유년호기년세차모년모월간지삭모일간지(維年號幾年歲次某年某月干支朔某日干支)'로 시작하고 맺음말은 '상향(尙饗)'이다.